# Funkenbild

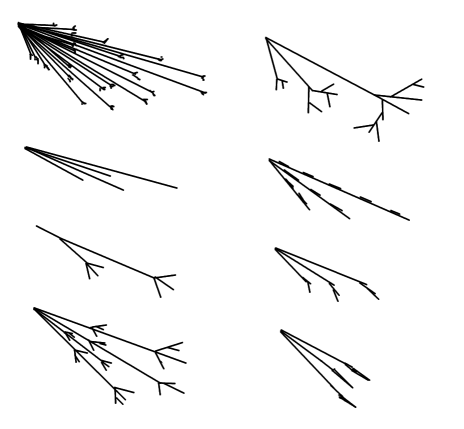
Funkenbilder verschiedener Stahlsorten

Als Funkenbild werden die Charakteristika eines Funkenbusches bezeichnet, insbesondere seine Farbe, Form, Leuchtkraft der Funken sowie die Länge. Der Vergleich mit anderen in Funkenproben erstellten und in Tabellenbüchern aufgeführten Funkenbildern lässt einen groben Rückschluss auf die quantitative chemische Zusammensetzung sowie Wärmebehandlung des geprüften Werkstoffs zu. Jedoch ist dies nur bei Stählen möglich, da diese ein ausgeprägtes Funkenbild aufweisen.
Vor allem hohe Kohlenstoffanteile erzeugen einen hellen, blitzenden Funkenregen, jedoch ergibt beispielsweise der hohe C-Gehalt bei hochlegierten Schnellarbeitsstählen wegen des Härtens nur ein rötliches, langgezogenes, kaum verästeltes Funkenbild, wie es im Bild rechts unten zu sehen ist. Auch auf andere Legierungsbestandteil lässt sich so schließen wie Molybdän, Wolfram oder Mangan.
Die Fülle der heute zur Verfügung stehenden Stähle erschwert die Interpretation wesentlich.